# Ewa Błachnio
Ewa Błachnio (ur. 31 grudnia 1984 w Gdańsku) – polska artystka kabaretowa.

## Życiorys

### Dzieciństwo i edukacja
Jest córką Barbary i Tadeusza Błachnio. Jej matka była nauczycielką języka rosyjskiego w Pruszczu Gdańskim, a ojciec był pracownikiem stoczni remontowej.
Jest absolwentką studiów w zakresie politologii i dziennikarstwa. W 2014 zdała eksternistyczny egzamin na aktora dramatu przed komisją egzaminacyjną ZASP.

### Kariera
W latach 2000–2014 była członkinią Kabaretu Limo. Współtworzy duet kabaretowy „Para Numer Dwa” z Łukaszem Kaczmarczykiem z Kabaretu Młodych Panów. 
W latach 2015–2016 wraz z Robertem Korólczykiem i Mariuszem Kałamagą prowadziła audycję Poliż temat w radiu RMF FM.
Jesienią 2016 brała udział w szóstej edycji programu Dancing with the Stars. Taniec z gwiazdami, emitowanego przez telewizję Polsat. Jej partnerem tanecznym był Jacek Jeschke, z którym odpadła w siódmym odcinku, zajmując 5. miejsce.
Jesienią 2022 wzięła udział w siedemnastej edycji programu rozrywkowego telewizji Polsat Twoja twarz brzmi znajomo, gdzie zajęła 6. miejsce.

## Filmografia
- 2007: W stepie szerokim jako kobieta w aucie
- 2012: Swing jako Lucyna, dziewczyna Marka

## Nagrody
- 2001: Nagroda Aktorska na XXII Lidzbarskich Biesiadach Humoru i Satyry, Lidzbark Warmiński